# 格里科消除反应
格里科消除反应（Grieco elimination），又称格里科硒醚合成，指脂肪族伯醇经过硒醚中间体，消除为末端烯烃。
首先醇与邻硝基苯硒腈和三丁基膦在缺电子的硒原子上发生亲核取代，生成一个硒醚。然后用过氧化氢将硒醚氧化为硒亚砜（selenoxide）。最后硒亚砜发生类似于科普消除反应的消除反应，放出硒醇，生成烯。